# Holger Pohland
Holger Pohland, né le 5 avril 1963 à Falkenhain, est un athlète allemand spécialiste du 110 m haies. 
Holger Pohland se distingue durant l'année 1982, alors qu'il est encore junior, en prenant la 8e de la finale du 110 m haies des Championnats d'Europe d'athlétisme d'Athènes. En 1986, il remporte la médaille de bronze du 60 m haies lors des Championnats d'Europe en salle de Madrid en 7 s 71. En 1989, il décroche la médaille d'argent des Championnats d'Europe en salle 1989 à La Haye, terminant avec le temps de 7 s 65 derrière le Britannique Colin Jackson.

## Records personnels
- 110 m haies : 13 s 47 (10/07/1982, Karl-Marx-Stadt)
- 60 m haies : 7 s 66 (03/03/1989, Budapest)

## Palmarès
- Championnats d'Europe en salle 1986 à Madrid :
  -  Médaille de bronze du 60 m haies
- Championnats d'Europe en salle 1989 à La Haye :
  -  Médaille d'argent du 60 m haies